# 블라디미르 키셀료프
블라디미르 빅토로비치 키셀료프(러시아어: Владимир Викторович Киселёв, 1957년 1월 1일 ~)는 주로 포환던지기 종목에 참가한 소련의 전 육상 선수이다.
케메로보주 미스키에서 태어난 그는 1980년 모스크바 올림픽에 출전하여 남자 포환던지기 종목에서 금메달을 획득했다. 키셀료프는 21.35 m의 올림픽 기록을 세웠다. 또한 1982년 유럽 선수권 대회에서 포환을 19.55 m로 던져서 4위를 했다. 키셀료프는 1982년과 1984년 전소련 선수권 대회에서 우승했지만, 소련의 올림픽 보이콧으로 인하여 1984년 로스앤젤레스 올림픽에 출전하지 못했다.

## 참조
- Biography[깨진 링크(과거 내용 찾기)]